# Cuiry-lès-Chaudardes
Cuiry-lès-Chaudardes – miejscowość i gmina we Francji, w regionie Hauts-de-France, w departamencie Aisne.
Według danych na rok 1990 gminę zamieszkiwało 35 osób, a gęstość zaludnienia wynosiła 7 osób/km². W styczniu 2014 roku Cuiry-lès-Chaudardes zamieszkiwały 82 osoby, przy gęstości zaludnienia 15,9 osób/km².